# Röhss (släkt)
För andra betydelser, se Röhss.

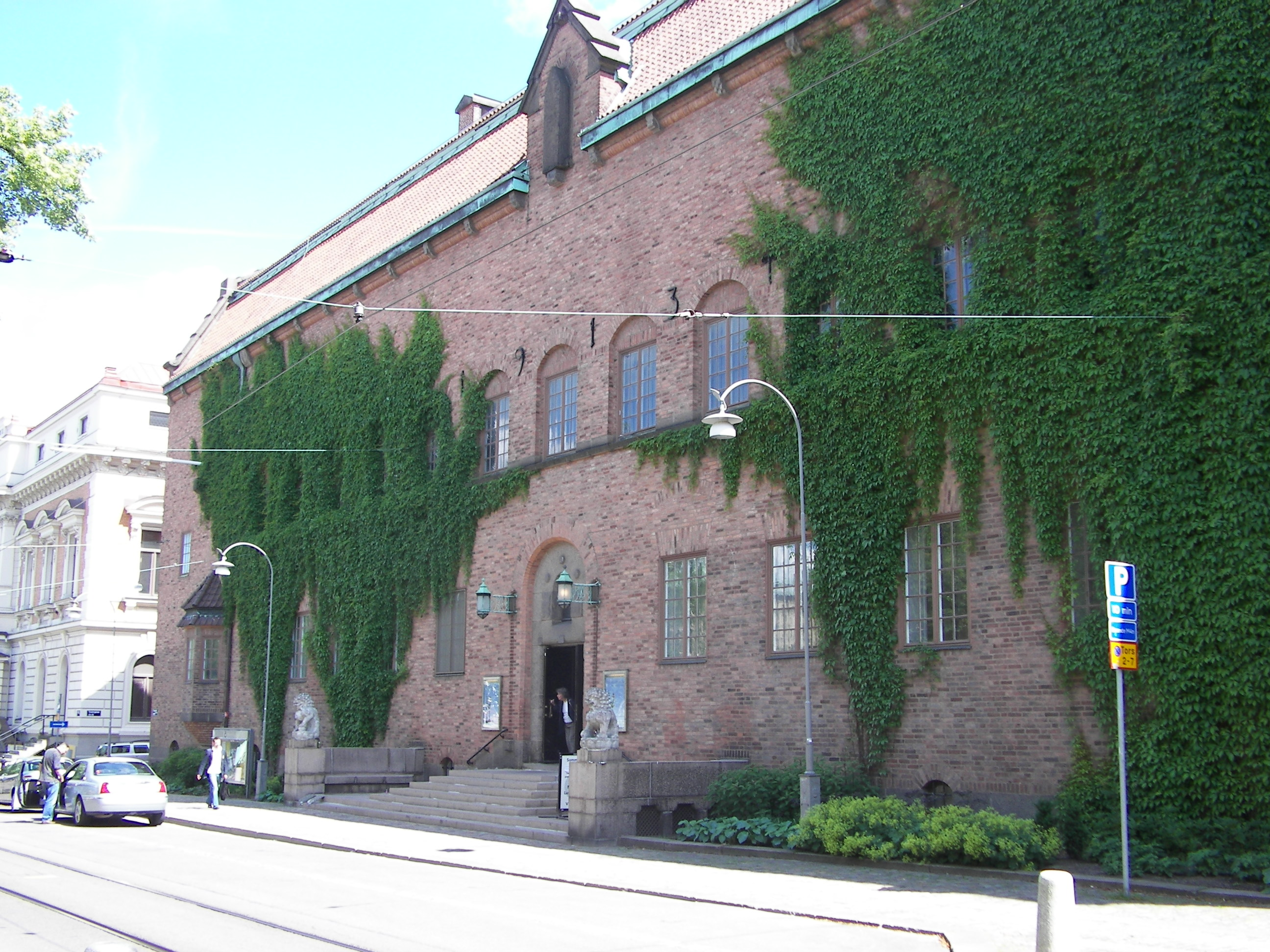
Röhsska museet i Göteborg.

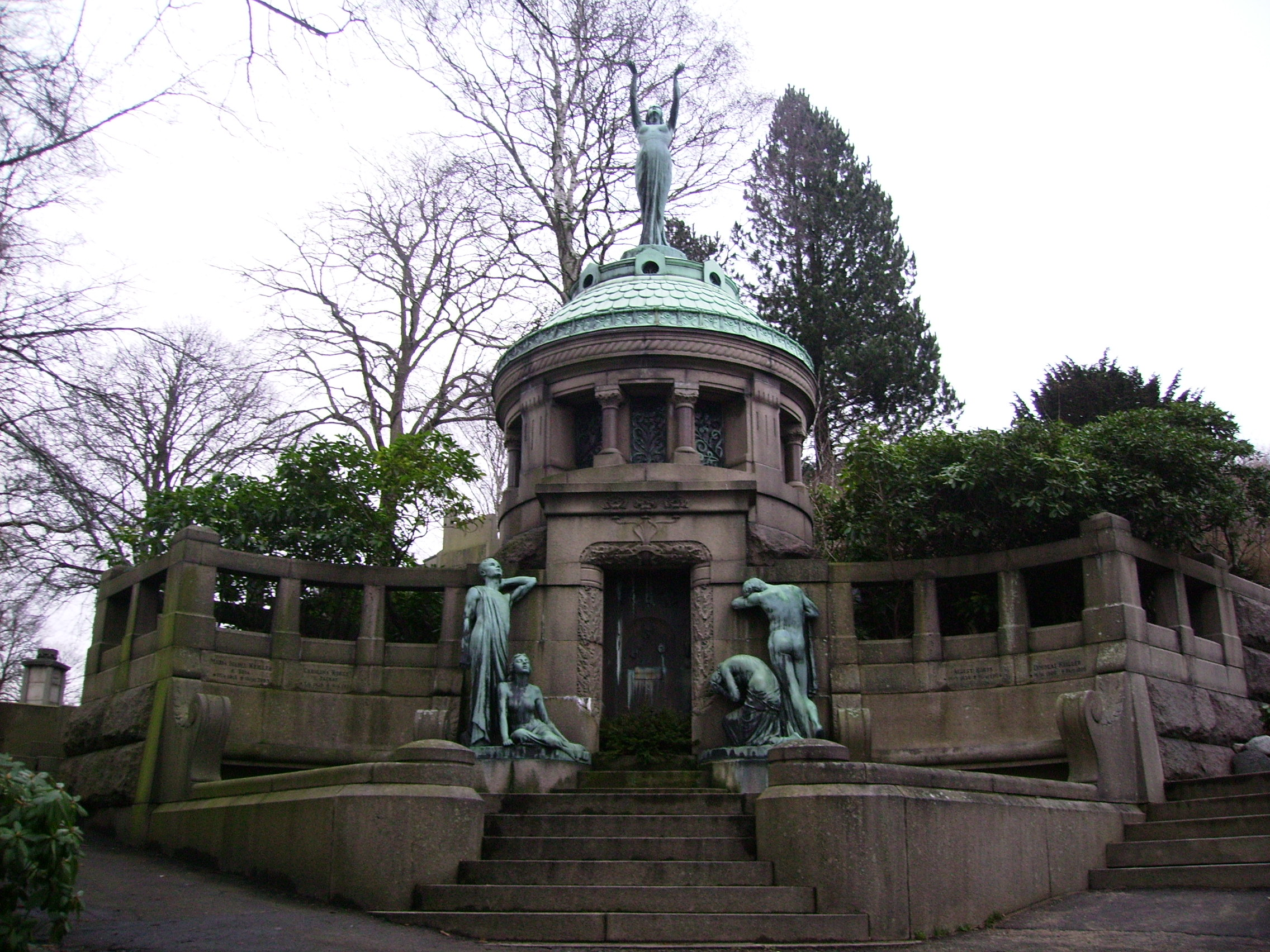
Röhsska mausoleet i Östra kyrkogården, Göteborg.

Röhss är en släkt i Sverige, vars medlemmar var kända som grosshandlare och donatorer i Göteborg under 1800-talet. Enligt Svenska Ättartal tros släkten under trettioåriga kriget ha kommit från Finland eller Holland till Tyskland. Namnet Röhss uttalas 'Rös', inte 'Röss'. Släktvapnet visar en blå sköld med en gyllene ros på en kvist, som på ömse sidor är försedd med ett blad. Över hjälmen finns tre strutsfjädrar, den mellersta av guld, den högra röd och den vänstra blå.

## Kända släktingar
- Stamfader är Paul Roijss som antagligen är född omkring 1650. Han var invånare i Cleben i Sachsen-Anhalt i Tyskland och dog omkring 1705. I sitt äktenskap med Maria fick han sju barn. En av dem var Christopher Roijss (1694-1760) som fick en son, Johan Christopher Roijss (1722-1787). Båda var domare i Oeglitzsch i Sachsen Anhalt. Orterna ligger nära Lützen där familjen har ett gravkor. De åtta barnen till sistnämnda började skriva sitt efternamn Röhss.
  - En son till Johan Christopher, Johan Gottlob Röhss (1766-1842), var främst verksam som förläggare och bokhandlare i Schleswig. Där satt han också i stadsfullmäktige. Av de fem sönerna flyttade tre till Göteborg runt 1820—1830.
    - Wilhelm Röhss den äldre (1796-1858), grosshandlare, konsul, gift med Carin Röhss. Fick åtta barn, se nedan.
    - Heinrich Cornelius Röhss (1798-1856), handlande och fabrikör
    - Nicolaus Friedrich Christopher Röhss (1800-1854), fabrikör 
      - Sven Gottlob Wilhelm Röhss (1832-1833)
      - Wilhelm Röhss den yngre (1834-1900), bankdirektör, grosshandlare, donator för Röhsska museet
      - August Röhss (1836-1904), grosshandlare
      - Harald Röhss (1838-1902), häradsdomare, riksdagspolitiker
      - Hulda Röhss (1840-1928), gift med generaldirektören och chefen för Domänstyrelsen Oscar Evers (1833-1918)
      - Emma Röhss (1843-1896), gift med grosshandlare Carl Wijk (1839-1907)
      - Amalia Röhss (1845-1928), gift med greve Wathier Gilbert Hamilton (1837-1914) godsägare på Hjelmsäter och riksdagsman
      - Eugénie Röhss (1847-1913), gift med Georg Feodor Ivan Aminoff (1832-1888) kammarherre

Fyra brorsöner till de tre tidigare inflyttade bröderna kom till Sverige på 1840—1850-talen. De som idag heter Röhss härstammar från en av dessa brorsöner. Denne, tillika den mest kände av brorsönerna är  
- Christian Röhss, (1843-1905) grosshandlare[1]